# جيش بن خمارويه
أبو العساكر جيش بن خمارويه بن أحمد بن طولون ثالث حكام الدولة الطولونية، تولى الحكم وهو في الرابعة عشر من عمره بعد مقتل أبيه خمارويه.